# Amilază

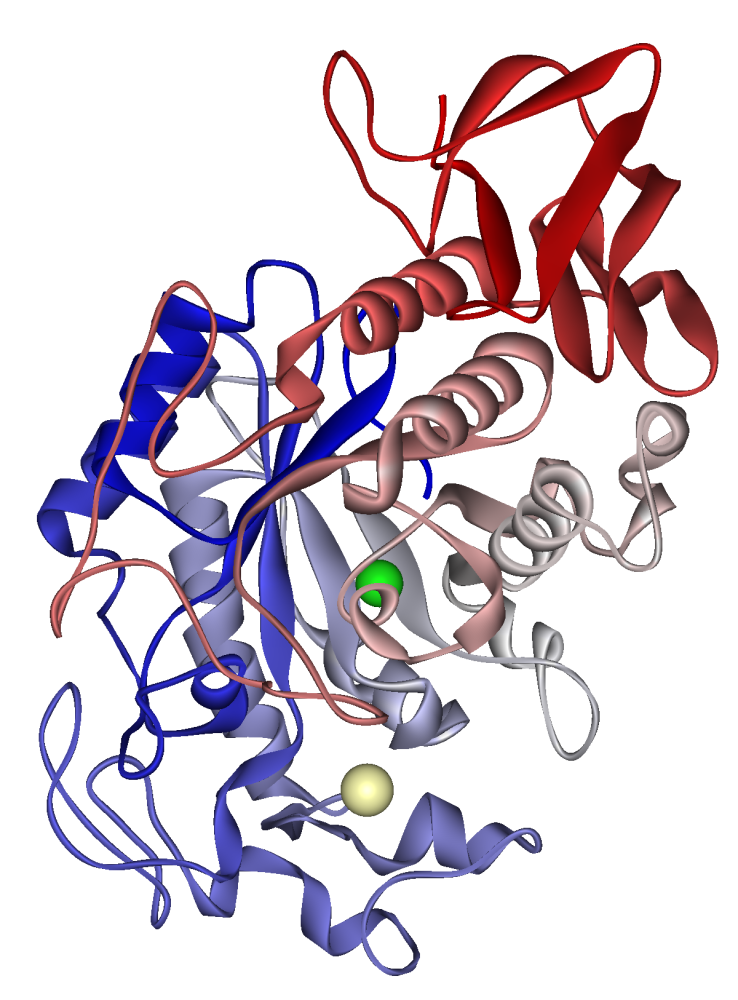
Structura amilazei salivare la om

Amilazele sunt enzime care catalizează hidroliza amidonului, cu scopul obținerii de oligozaharide (dextrine și maltoză). La om, amilazele sunt prezente în salivă (numită amilază salivară), unde are rolul de a începe procesul de digestie, sau în pancreas.  Toate amilazele sunt glicozid-hidrolaze și acționează la nivelul legăturilor α-1,4-glicozidice.